# Ruitjesbovist
De ruitjesbovist (Calvatia utriformis) is een schimmel uit de familie Lycoperdaceae. Hij leeft saprofiet en komt het meest voor op zandige bodem in zwak bemeste, droge graslanden, op bemoste plekken in de duinen, in loofbossen en gemengde bossen en parken.

## Kenmerken

### Uiterlijke kenmerken
Het vruchtlichaam heeft een diameter van 5 tot 15 cm. Het is meestal iets afgeplat aan de bovenkant en kan ook gerimpeld of ondiep ingedeukt zijn. Het is omgeven door een tweelaags peridium. De aanvankelijk witte exoperidia (buitenhuid) wordt al snel grijs. Het oppervlak is bedekt met grove, puntig-conische wratten die met het ouder worden verdwijnen en alleen langer aan de basis blijven. Na het verliezen van de wratten, scheurt het onregelmatig in flappen van ongeveer 5 mm en barst het uiteindelijk aan de bovenkant open. De loodgrijze (endoperidia (binnenhuid) eronder wordt beige tot diepbruin.

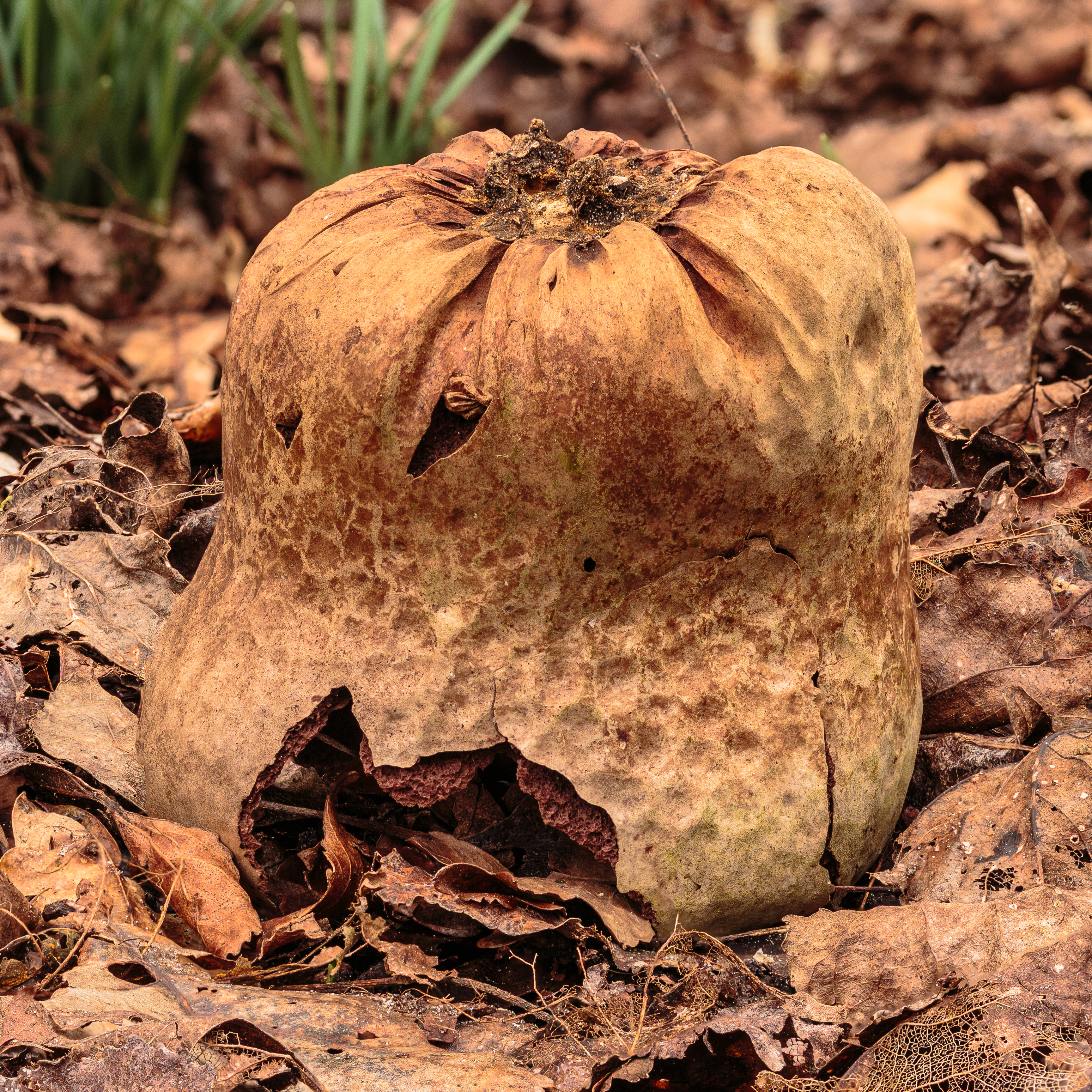
Restanten

Het onderste deel van het vruchtlichaam is vrij duurzaam en blijft vaak tot de volgende zomer op de grond.
De sporenprint is groengeel, olijfbruin tot donkerbruin. 

### Microscopische kenmerken
De sporen zijn 4-5 µm in diameter, bolvormig, glad met een druppel aan de binnenkant. De hyfen zijn ongeveer 10 µm dik.

## Verspreiding
De ruitjesbovist is wijdverbreid op het noordelijk halfrond in de gematigde klimaatzone. Hij komt veel voor in Europa, in Azië van de Kaukasus en Siberië tot de Himalaya en tot Oost-Azië. Het wordt ook gevonden in Nieuw-Zeeland, Noord-Amerika, Zuid-Afrika en de Canarische Eilanden. In Europa zijn waarnemingen bekend uit Portugal en Spanje tot aan Ierland, Schotland, de Orkney-eilanden en Noord-Scandinavië. 
In Nederland komt hij zeer algemeen voor. Hij is niet bedreigd en staat niet op de rode lijst. De soort produceert vruchtlichamen op de grond van mei tot november, soms in heksenkringen..